# 奧瑪爾
奧瑪爾（Ömer Torgul Tekin Han，？—1075年），东喀喇汗第五任可汗，优素福·卡迪尔汗的孙子，马赫穆德之子。1062年，马赫穆德被他大哥苏莱曼·卡迪尔汗的儿子哈桑·桃花石·博格达汗拥立为可汗。1074年，马赫穆德死后，奧瑪爾继位，不久奧瑪爾也死去，哈桑·桃花石·博格达汗正式登基。
| 前任： 马赫穆德 | 东喀喇汗可汗 1074年—1075年 | 繼任： 哈桑·桃花石·博格达汗 |